# Ashinaga (organização)

## Origens e Missão
"Ashinaga" significa "pernas longas" em japonês. A organização recebeu o nome do romance de 1912 de Jean Webster, chamado Daddy-Long-Legs (em português brasileiro "Papai Pernilongo"), sobre uma órfã que pode ir a faculdade graças a um benfeitor anônimo. A organização Ashinaga foi nomeada pela inspiração no doador anônimo descrito neste romance. A partir desta ideia, a Ashinaga desenvolveu o primeiro sistema de doações anônimas no Japão, no qual os doadores são chamados "Ashinaga-san".
Yoshiomi Tamai, presidente da Ashinaga, defende a causa dos órfãos desde que sua mãe foi morta em um acidente de trânsito em 1963. A Ashinaga teve várias organizações precursoras: o foco inicial eram órfãos de acidentes de trânsito, eventualmente as atividades passaram a incluir crianças que ficaram órfãs por doenças, acidentes, suicídios e desastres naturais, bem como aquelas com pais e responsáveis com deficiências e doenças debilitantes. A organização está sediada no Japão, mas possui instalações em Uganda e Senegal e presta assistência a bolsistas no exterior. Até o momento, a Ashinaga arrecadou cerca de US$ 1 bilhão e auxiliou mais de 95.000 estudantes a se formarem no ensino médio, universidade e ensino técnico .
O apoio da organização é tanto financeiro, com fundos direcionados à educação, quanto emocional. Para estudantes no Japão, a Ashinaga oferece empréstimos estudantis sem juros destinados a apoiá-los em seus esforços para frequentar o ensino médio, faculdade ou escola profissionalizante. Os empréstimos devem ser pagos no prazo de 20 anos a partir da data da graduação para financiar empréstimos subsequentes para outros estudantes. Desde 2006, a organização fornece bolsas de estudo integrais para estudantes estrangeiros no ensino médio e nas universidades e atualmente patrocina 48 estudantes internacionais de Uganda, Somália, Ruanda, Indonésia, Sri Lanka, Paquistão, Turquia, Haiti, Iraque e Afeganistão através de projetos como a Rainbow Exchange. A Ashinaga realiza acampamentos anuais de verão chamados "Tsudoi" com o objetivo de integrar os estudantes do Ensino Médio e universitários que compartilham experiências semelhantes de luto, fragilidade social e econômica. Para os mais jovens, a organização administra programas periódicos e acampamentos com o mesmo objetivo nas Rainbow Houses, instalações construídas com este propósito.

### Arrecadação de Fundos
A Ashinaga possui dois sistemas complementares para captação de recursos. O primeiro sistema consiste em campanhas de arrecadação de fundos de rua (Bokin) realizadas a cada primavera e outono em todo o Japão, organizadas por estudantes universitários que recebem empréstimos estudantis da Ashinaga. Essas atividades de captação de recursos são realizadas em mais de 200 estações de trem e em outros locais no Japão. Quando essas campanhas começaram em 1970, as doações eram exclusivamente para crianças que haviam perdido os pais em acidentes de trânsito. Ao longo dos anos, o apoio foi estendido a crianças que perderam os pais devido a outros tipos de acidentes, doenças, suicídio e desastres naturais. Desde a primeira campanha de Ashinaga, mais de US$ 80 milhões foram levantados pela arrecadação de fundos nas ruas.
O segundo sistema é a doação de doadores anônimos regulares, chamados Ashinaga-san ("Sr." ou "Sra. Pernas Longas"). Todo o financiamento da Ashinaga vem, portanto, de doadores individuais e empresas privadas. A Ashinaga não recebe subsídios do governo.
Como presidente da Ashinaga, Yoshiomi Tamai recebeu o Global Fundraiser Award da Resource Alliance no International Fundraising Congress 2012. O prêmio é concedido a indivíduos que demonstraram sucesso na captação de recursos por um período de tempo contínuo.

### Grande terremoto e tsunami em Tohoku 2011
O terremoto de 11 de março de 2011 e o tsunami resultante foram os maiores desastres naturais da história do Japão . Mais de duas mil crianças perderam os pais no terremoto e tsunami que atingiram a região de Tohoku . Em 14 de março de 2011, a Ashinaga se mobilizou para conceder subsídios de ajuda de emergência às famílias afetadas e arrecadar fundos para essa causa. O primeiro grande evento de arrecadação de fundos no exterior foi realizado no Times Square, Nova York . Em 31 de março de 2013, a Ashinaga recebeu quase 200.000 doações, totalizando ￥5,9 bilhões do Japão e do exterior para uso no fornecimento dessas doações, além de bolsas de estudos e cuidados emocionais para as crianças que perderam os pais no terremoto. A maioria dos fundos reunidos vieram de doações anônimas; 2.081 crianças, incluindo recém-nascidos e estudantes de vários níveis educacionais, receberam subsídios de emergência no valor de ￥2,8 milhões.

## Atividades

### Instalações
A organização administra dois tipos de instalações para órfãos: o Kokoro Juku e a Rainbow House .
O Kokoro Juku [こころ塾 ou" Academia do Coração " em português] é uma instalação residencial para estudantes universitários que recebem empréstimos estudantis de Ashinaga. As famílias de crianças que perderam os pais geralmente enfrentam dificuldades financeiras - o que significa que a taxa de matrícula e o custo de vida podem ser uma barreira para ingressar na universidade -, portanto, o Kokoro Juku oferece aos alunos acomodação e alimentação a baixo custo. Essas instalações também oferecem orientação social e vários programas projetados para melhorar as habilidades de leitura, escrita e oratória, com o objetivo de "ajudar os alunos a se tornarem adultos responsáveis que contribuirão para a sociedade a partir de uma base de bondade e compaixão, uma perspectiva ampla e uma mentalidade internacional ". . Atualmente, existem dois Kokoro Juku em Tóquio e Kobe, e outra dessas instalações em Uganda .
A Rainbow House é um local para os mais jovens, projetada como um lugar onde eles podem receber apoio psicológico. As instalações são usadas para reuniões de um dia nos finais de semana para crianças e guardiões que enfrentam o luto e eventos noturnos realizados várias vezes ao ano para famílias. As instalações normalmente também oferecem cursos de treinamento para facilitadores, voluntários que cuidam de crianças que visitam a instalação. Esses centros têm "salas de vulcão" com paredes de borracha, onde os órfãos podem bater em sacos de pancadas para desabafar frustrações e uma "sala silenciosa" para falar sobre suas emoções. O nome da Rainbow House vem das consequências do terremoto de 1995, quando um garoto da quarta série que frequentava um acampamento de verão da Ashinaga desenhou um arco-íris, colorindo de preto para expressar suas emoções. Atualmente, existem Rainbow Houses em Kobe, Tóquio, Sendai, Ishinomaki e Rikuzentakata no Japão e Nansana, Uganda.

### Acampamento de verãoTsudoi
Anualmente a Ashinaga organiza o tsudoi [‘集い, lit "encontros"], acampamentos de verão para beneficiários de empréstimos para estudantes em 11 locais diferentes em todo o Japão. De 2000 a 2007, foram realizados oito acampamentos internacionais de verão no Japão para órfãos de terremotos, guerras e outros desastres naturais no exterior. Os acampamentos se concentraram no cuidado emocional e psicológico das crianças e permitiram que órfãos japoneses e estrangeiros pudessem interagir e compartilhar suas experiências.

### Ashinaga Uganda
A Ashinaga Uganda foi fundada em 2001 como uma ONG internacional que fornece apoio emocional e educacional a órfãos que perderam um ou ambos os pais como resultado do HIV / AIDS . Em 2003, o Presidente de Uganda, HE Yoweri Kaguta Museveni, inaugurou oficialmente a Ashinaga Uganda Rainbow House em Nansana .
A Uganda Rainbow House realiza vários programas. Desde 2007, a Rainbow House administra um programa de alfabetização pelo sistema terakoya [寺子屋, lit. "escolas do templo", escolas particulares de ensino fundamental], que atualmente oferecem aulas de inglês, matemática, ciências, estudos sociais e educação física para 52 órfãos de 7 a 15 anos. Também administra um programa de assistência que fornece apoio psicológico às crianças. O programa acontece aos sábados e é realizado cerca de 40 vezes por ano. A cada ano, um total de aproximadamente 2.000 crianças participam. Além disso, há um passeio anual para crianças de 9 a 13 anos e um acampamento para adolescentes de 14 anos ou mais.
Em 13 de junho de 2012, o filho do imperador do Japão, o príncipe Akishino, e sua esposa, a princesa Kiko, visitaram Ashinaga Uganda.

### Programa de estágio
A Ashinaga realizou seu primeiro programa oficial de estágio em 2014, recebendo 100 estagiários de 28 universidades  de 13 países diferentes. Os principais objetivos dos estagio eram melhorar as habilidades de conversação e comunicação dos estudantes de Ashinaga, ajudá-los a desenvolver-se educacionalmente e incentivar uma mentalidade de auto-ajuda. Além disso, os 100 estagiários, juntamente com 50 estudantes japoneses, participaram de uma "Conferência Global de Estudantes" de três dias para discutir maneiras de implementar a Iniciativa Ashinaga África.

## Iniciativa Ashinaga África
Em 2012, a Ashinaga anunciou o início de um novo projeto, a Iniciativa Ashinaga África (IAA), que tem o objetivo de "libertar crianças enlutadas na África das correntes da pobreza e fornecer a educação necessária para retornar a seus lares como líderes. na luta contra a pobreza, corrupção e exploração ".
Os objetivos da IAA incluem:
1. Identificar e selecionar candidatos talentosos, mas de baixa renda, que perdeu um ou ambos os pais em cada um dos 49 países da África subsaariana.
2. Ajudar esses estudantes a frequentar as universidades mais bem classificadas do mundo, fornecendo a eles as bolsas de estudo e as despesas de vida necessárias para quatro anos de educação.
3. Coordenar com os colaboradores internacionais "Ashinaga-san" a prestação de assistência financeira necessária nos casos em que o financiamento da universidade não é suficiente para cobrir o apoio necessário.
4. Estabelecer um Conselho Consultivo composto por indivíduos influentes (os chamados Kenjin e Tatsujin) em todo o mundo como mentores para o projeto.

Um Kokoro Juku foi construído em Nansana, Uganda, em 2015, para apoiar esses objetivos.

### Concerto "At Home in the World"
O concerto "At Home in the World" [世界がわが家] foi um projeto para divulgar a Iniciativa África Ashinaga. A primeira apresentação foi em março de 2014, em Sendai e Tóquio. Este foi um projeto colaborativo entre a Ashinaga e o coral da Vassar College, dirigido por John Caird. Apresentando dança e canto de crianças da Ashinaga Uganda; música de membros dos corais do Vassar College; e apresentação de wadaiko (tambor tradicional japonesa) de uma equipe de adolescentes da região de Tohoku que foi devastada pelo terremoto e tsunami de 2011 . Mais performances estão planejadas para 2015, a serem realizadas em Nova York, Washington, DC e Tóquio.

### Conselho Kenjin-Tatsujin
O objetivo do Conselho é atuar como um conselho consultivo para Ashinaga, fornecer orientação para a IAA e desenvolver internacionalmente a confiança e a autoridade institucional da Ashinaga. Kenjin são líderes intelectuais e empresariais respeitados pelo público e conhecedores de questões globais, enquanto Tatsujin são artistas, figuras públicas e atletas reconhecidos nacional ou internacionalmente, que são socialmente engajados. Em junho de 2015, o Conselho era formado por 66 membros: 25 membros da Europa, 17 membros da América do Norte, 11 membros da América do Sul e 13 membros da Ásia . O Conselho é presidido pelo Sr. Louis Schweitzer.